# Jowharah Jones
Jowharah Jones, née en 1982 à Philadelphie, est une actrice américaine.
Elle fait partie du casting de la série télévisée Ugly Betty dans le rôle de Nico Slater.
Elle apparaît dans la saison 1 de Veronica Mars.

## Filmographie
- 2013 : The Client List (Saison 2 Episodes 4, 5): Pamela Cole
- 2008 : The Janky Promoters : Loli
- 2006 : Ugly Betty (Saison 1 Episodes 5, 6, 8): Nico Slater
- 2004 : FBI : Portés disparus (Saison 3 Episode 14): Shantel
- 2004 : Les Experts : Manhattan (Saison 1 Episode 20): Kaitlyn
- 2004 : Veronica Mars (Saison 1 Episode 13): Yolanda Hamilton